# PNMA8A
PNMA8A‏ (PNMA family member 8A) هوَ بروتين يُشَفر بواسطة جين PNMA8A في الإنسان.